# Ghost (gruppo musicale italiano)
I Ghost (graficamente GHOST) sono un gruppo musicale italiano di genere rock originario di Roma e composto dai fratelli Alex Magistri (voce, sax) ed Enrico Magistri (piano).

## Storia
Formatisi nel 2001 iniziano la propria carriera suonando in piazze e locali di Roma. Dopo alcuni tour nazionali, nel 2006 pubblicano due singoli Aveva perso la testa e Farfallina, entrambi disco d'oro. Nel 2007 vengono premiati come "Rivelazione pop rock", in occasione del Meeting delle Etichette Indipendenti di Faenza. Sempre nel 2007, viene pubblicato Ghost, il loro album di debutto, da cui viene estratto il singolo Angie, che raggiunge la sedicesima posizione dei singoli più venduti in Italia, rimanendo in classifica per tredici settimane consecutive. Nel 2010 viene pubblicato La vita è uno specchio, che raggiunge la quinta posizione dei singoli più venduti in Italia, rimanendo in top ten per undici settimane.
Dal 21 febbraio al 20 aprile 2011 i Ghost sono stati in nomination nella categoria Best New Act degli MTV TRL Awards 2011. Il 17 aprile La vita è uno specchio ottiene il disco di platino per le oltre 30 000 copie vendute, premio ritirato ai Wind Music Awards 2011. Con lo stesso brano, il 22 luglio vincono la menzione speciale al Premio Lunezia. Il 31 luglio Vivi e lascia vivere ottiene il disco d'oro per le oltre 15 000 copie vendute, mentre il successivo 25 novembre esce il singolo Dimenticami, che anticipa il secondo album.
L'album La vita è uno specchio viene pubblicato il 24 gennaio 2012, con distribuzione Warner Music. Il progetto discografico è stato presentato al pubblico il 2 febbraio presso La Feltrinelli di Napoli e il 10 febbraio presso La Feltrinelli di Roma. L'album ha raggiunto la settima posizione degli album più venduti in Italia. Il 25 maggio 2012 viene presentato dal vivo il primo CD Voci di periferia, prodotto da Roma Capitale, all'interno dell'Auditorium Parco della Musica; Alex ed Enrico Magistri sono padrini della serata insieme a Giovanni Baglioni e i Velvet.
Il 20 gennaio 2015 esce il terzo album in studio, Guardare lontano, che viene eseguito live il seguente 24 aprile all'Auditorium Parco della Musica a Roma. Al tour estivo del 2015 partecipa la cantante Mietta. L'anno successivo viene pubblicato il quarto album, Il senso della vita, anticipato dal singolo Hai una vita ancora, insieme a Ornella Vanoni, uscito il 7 ottobre 2016. L'album raggiunge il 6º posto nella classifica FIMI. A gennaio 2017 Il senso della vita si classifica al secondo posto nella categoria "Miglior album di artista italiano" ai Rockol Music Awards 2016. Il singolo omonimo, che vede la partecipazione di Enrico Ruggeri, entra in rotazione radiofonica dal 6 ottobre 2017.
Il 25 maggio 2019 i Ghost festeggiano diciotto anni di attività con il "Ghost Day", un concerto-evento svoltosi al Teatro1 di Cinecittà World.
Il 26 giugno 2020, durante la pandemia di COVID-19, il gruppo pubblica una nuova versione del singolo Vivi e lascia vivere con un arrangiamento in chiave elettronica, dal titolo Vivi e lascia vivere (VIVIMIX). Nello stesso anno, il 20 novembre, esce il singolo Ri-Evoluzione, con il video ufficiale interamente girato a Cinecittà World. Il 16 aprile 2021 viene pubblicato il singolo Il mio nome è la dignità.
Il 3 giugno 2022 viene pubblicato il singolo Sei.
Il 10 dicembre 2022, in occasione dei 15 anni di carriera festeggiano con un concerto speciale in uno dei teatri di Cinecittà World a Roma.
Il 15 aprile 2023 annunciano sulla loro pagina Facebook ufficiale la prima presentazione con showcase e firmacopie del libro "La strada dei sogni - Quando la musica diventa vita", presso la libreria Mondadori in via Piave nel centro storico di Roma con la presenza di numerosi fan.
Il 19 maggio 2023 il libro viene presentato al Salone internazionale del Libro di Torino.
Il 1 giugno 2023 in occasione della Giornata internazionale dei Peacekeepers, nel corso del primo convegno sul libro "Sun Tzu - La tecnologia della guerra" a sostegno della pace a livello internazionale, presso la Sala Capitolare del Senato italiano, sono ospiti musicali in acustico con i brani "Hai una vita ancora" feat. Ornella Vanoni e "Il mio nome è la dignità".
L'11 dicembre 2023 presso il Teatro Europa di Aprilia (LT) insieme a Carrmen Russo ed Enzo Paolo Turchi, sono tra gli ospiti musicali, per un evento benefico a sostegno della lotta ai tumori cerebrali infantili, "Natale con il Cuore" condotto da Giancarlo Magalli.
Il 17 giugno 2023 durante l'evento "La notte bianca dell'Eur" presentato dal Municipio Roma IX EUR, i GHOST sono presenti in qualità di "Special Guest Live" sulla scalinata dei SS. Pietro e Paolo.
Il 5 aprile in presenza dell'assessore alla cultura e al consigliere comunale, i GHOST si esibiscono nella Sala Consiliare "Sandro Pertini" nel comune di Ardea, luogo che ha dato i natali ad Alex ed Enrico, presentando per l'occasione il loro libro.
Il 20 aprile e il 4 maggio 2024 le due date live presso il pub "Officine Motociclistiche Apriliane" di Aprilia (LT) sono subito in poco tempo sold-out.
Il 6 e 13 luglio 2024 sono presenti agli eventi musicali più importanti organizzati dal comune di Pomezia (RM) per l'Estate Pometina 2024.
Il 3 agosto 2024 i GHOST si esibiscono sul palco del parco acquatico Zoomarine negli eventi serali. 
Il 22, 23 e 24 agosto 2024 i GHOST organizzano l'evento, con il patrocinio del Comune di Ardea e gli esponenti dell'assessorato alla cultura, "Estate Insieme", ospiti sul palco Annalisa Minetti e Fiordaliso.

### Altre attività
Il 25 Luglio 2022 annunciano sulla loro Pagina Facebook Ufficiale, l'arrivo del primo libro scritto interamente da Alex ed Enrico GHOST La Strada dei Sogni,
edito da DeNigris Editori.
Il 15 Marzo 2023, i GHOST pubblicano il loro primo libro La Strada dei Sogni - Come la Musica diventa Vita.

## Discografia

### Album in studio
- 2007 - Ghost
- 2012 - La vita è uno specchio
- 2015 - Guardare lontano
- 2016 - Il senso della vita

### Singoli
- 2006 - Aveva perso la testa
- 2007 - Farfallina
- 2008 - Angie
- 2009 - Non ascoltatelo mai
- 2010 - La vita è uno specchio
- 2011 - Vivi e lascia vivere
- 2011 - Dimenticami
- 2014 - Movimento
- 2016 - Hai una vita ancora con Ornella Vanoni
- 2017 - Il senso della vita con Enrico Ruggeri
- 2020 - Vivi e lascia vivere (VIVIMIX)
- 2020 - Ri-Evoluzione
- 2021 - Il mio nome è la dignità
- 2022 - Sei

### DVD
- 2009 - Live & Reality